# Jewgienij Gorbatiuk
Jewgienij Michajłowicz Gorbatiuk (ros. Евгений Михайлович Горбатюк, ur. 10 października?/23 października 1914 we wsi Kopytincy w guberni podolskiej, zm. 2 marca 1978 w Moskwie) – radziecki generał pułkownik lotnictwa, Bohater Związku Radzieckiego (1942).

## Życiorys
Był narodowości ukraińskiej. W latach 1914–1923 mieszkał w Wierchniednieprowsku, później w Nikopolu, gdzie do 1929 skończył 7 klas szkoły, a w 1933 technikum w Nowomyrhorodzie, po czym został sekretarzem komitetu Komsomołu kołchozu w obwodzie kirowohradzkim. Od marca do października 1935 był przewodniczącym komitetu robotniczego stanicy maszynowo-traktorowej, 1935–1936 kierował oddziałem pionierów rejonowego komitetu Komsomołu w Złatopolu (Nowomyrhorodzie).
Od sierpnia 1936 służył w Armii Czerwonej, w 1938 ukończył Kaczyńską Wojskową Wyższą Szkołę Lotniczą Pilotów. Był lotnikiem i dowódcą klucza lotniczego pułku myśliwskiego w Kijowskim Okręgu Wojskowym, we wrześniu 1939 uczestniczył w zajmowaniu przez ZSRR zachodniej Ukrainy, czyli agresji ZSRR na Polskę jako starszy adiutant eskadry 28 lotniczego pułku myśliwskiego, później służył w lotnictwie Kijowskiego Specjalnego Okręgu Wojskowego. Od czerwca 1941 do lutego 1944 kolejno jako zastępca dowódcy i dowódca eskadry oraz zastępca dowódcy lotniczego pułku myśliwskiego brał udział w wojnie z Niemcami, walczył na Froncie Południowo-Zachodnim (czerwiec-październik 1941) i w systemie obrony przeciwlotniczej Moskwy (październik 1941–październik 1943), uczestniczył w walkach obronnych na Ukrainie i w bitwie pod Moskwą, 23 czerwca 1941 i 5 września 1943 był lekko ranny. Od lutego do listopada 1944 dowodził 63 gwardyjskim lotniczym pułkiem myśliwskim, od listopada 1944 do maja 1945 był zastępcą dowódcy 3 Gwardyjskiej Lotniczej Dywizji Myśliwskiej, walczył na 1 Froncie Nadbałtyckim (luty-kwiecień 1944), 3 Białoruskim (czerwiec–lipiec 1944), 1 Nadbałtyckim (lipiec 1944–marzec 1945), 2 Nadbałtyckim (marzec–kwiecień 1945) i 1 Białoruskim (kwiecień–maj 1945). Brał udział w operacji witebsko-orszańskiej, mińskiej, wileńskiej, szawelskiej, memelskiej i berlińskiej. Wykonał 332 loty bojowe, w walkach powietrznych strącił osobiście 5 i w grupie 5 samolotów wroga. Po wojnie służył w Grupie Wojsk Radzieckich w Niemczech, 1947–1948 dowodził 129 Lotniczą Dywizją Myśliwską w Szczuczynie, w 1949 skończył kursy przy Wojskowej Akademii Sił Powietrznych w Monino, od 1950 służył w Moskiewskim Okręgu Wojskowym. W 1955 ukończył Wyższą Akademię Wojskową i został dowódcą 71 Lotniczego Korpusu Myśliwskiego w Grupie Wojsk Radzieckich w Niemczech, od listopada 1956 do lipca 1959 dowodził Siłami Wojskowo-Powietrznymi Południowej Grupy Wojsk ze sztabem w Budapeszcie, a od lipca 1959 do czerwca 1971 Siłami Wojskowo-Powietrznymi Moskiewskiego Okręgu Wojskowego (od 1967 w stopniu generała pułkownika), później do stycznia 1977 był zastępcą głównodowodzącego Siłami Wojskowo-Powietrznymi ZSRR. Został pochowany na Cmentarzu Nowodziewiczym.

## Odznaczenia
- Złota Gwiazda Bohatera Związku Radzieckiego (4 marca 1942)[1]
- Order Lenina (dwukrotnie - 4 marca 1942 i 24 listopada 1966)
- Order Czerwonego Sztandaru (trzykrotnie - 7 sierpnia 1941, 1 sierpnia 1945 i 30 grudnia 1956)
- Order Aleksandra Newskiego (10 lipca 1944)
- Order Wojny Ojczyźnianej I klasy (1 maja 1943)
- Order Czerwonego Sztandaru Pracy (16 grudnia 1972)
- Order Czerwonej Gwiazdy (19 listopada 1951)
- Order „Za służbę Ojczyźnie w Siłach Zbrojnych ZSRR” II klasy (21 lutego 1978)
- Order „Za służbę Ojczyźnie w Siłach Zbrojnych ZSRR” III klasy (30 kwietnia 1975)
- Medal „Za zasługi bojowe” (5 listopada 1946)
- Order 9 września 1944 III klasy z Mieczami (Ludowa Republika Bułgarii, 14 września 1979)

I inne.